# Ivan Simonič
Ivan Simonič, slovenski geograf in zgodovinar, * 7. julij 1905, Vinji Vrh pri Semiču, † 8. november 1979,  Ljubljana.

## Življenje in delo
Simonič je po osnovni šoli v Semiču in Novem mestu ter gimnaziji v Zavodu svetega Stanislava v Šentvidu pri Ljubljani (1919–1927)  študiral na ljubljanski Filozofski fakulteti geografijo in zgodovino (s sociologijo-?) Med študijem je odslužil vojaški rok, 1934 je diplomiral. Služboval je v Etnografskem muzeju v Ljubljani od 1934-37, nato na gimnaziji v Kočevju, 1944–45 v Novem mestu, v Celju, 1946–47 na nižji gimnnaziji v Ribnici, od 1947 v Logatcu, od 1950 na klasčni gimnaziji v Ljubljani; po 1955 je bil kustos v Slovenskem šolskem muzeju, in od 1961 profesor na osnovni šoli v Kamniku.
Težišče Simoničevega proučevanja sta Kočevsko in Bela krajina; o njiju je objavil vrsto dokumentiranih znanstvenih razprav, člankov, poročil in ocen. Izmed daljših in tehtnejših tekstov izstopajo: Migracije na Kočevskem v luči priimkov (1934); Kočevarji v luči krajevnih in ledinskih imen (1935); Geografski pregled kočevskega jezikovno mešanega ozemlja (1939); Zgodovina kočevskega ozemlja (1939); Prirodne lepote v Beli krajini (1956); Krajevna, ledinska in rodbinska imena v Beli krajini (1956). Geografsko pa je orisal takratne okraje Črnomelj in Novo mesto ter 11 občin okraja Krško. Pisal je informativne članke o jubilejih nekaterih najstarejših osnovnih šol na Slovenskem in gimnaziji v Kamniku (1958).